# Japan Racing Association
Japan Racing Association (JRA; jap. 日本中央競馬会, Nippon Chūō Keibakai) ist ein japanisches, staatliches Unternehmen mit Firmensitz in Tokio. Das Unternehmen steht unter Kontrolle und Aufsicht des japanischen Landwirtschaftsministerium MAFF. Das Unternehmen ist im Pferderennsport tätig. Es besitzt und betreibt Pferderennstrecken (darunter die Pferderennbahn Tokio), Wettbüros, Pferdeausbildungszentren und Gestüte.
Als staatliches Konkurrenzunternehmen im Pferderennsport besteht in Japan die National Association of Racing. Beide sind als tokushu-hōjin (特殊法人, „Sondergesellschaft“) organisiert, einer Rechtsform für quasi-öffentliche Unternehmen wie die NHK.